# آریل پریرا
آریل پریرا (اسپانیایی: Ariel Pereyra‎؛ زادهٔ ۱۱ نوامبر ۱۹۷۳) بازیکن فوتبال اهل آرژانتین است.

## باشگاهی
از باشگاه‌هایی که در آن بازی کرده‌است می‌توان به باشگاه فوتبال گودوی کروز اشاره کرد.